# Territorio dell'Indiana
Il Territorio dell'Indiana fu un territorio organizzato incorporato degli Stati Uniti creato con atto del Congresso, che il presidente John Adams firmò per farlo divenire legge il 7 maggio 1800; il territorio esistette dal 4 luglio 1800 fino all'11 dicembre 1816, quando la porzione sud-orientale del territorio fu ammessa all'Unione come Stato dell'Indiana. Il territorio in origine comprendeva circa 672940 km² di terre, ma le dimensioni decrebbero quando fu diviso per creare il Territorio del Michigan (1805) e il Territorio dell'Illinois (1809). Il Territorio dell'Indiana fu il primo nuovo territorio creato dalle terre del Territorio del nord-ovest, che era stato organizzato secondo quanto previsto dall'Ordinanza del nordovest del 1787. La capitale territoriale fu l'insediamento intorno al vecchio forte francese di Vincennes, sul fiume Wabash, fino al trasferimento a Corydon presso il fiume Ohio nel 1813.
William Henry Harrison, il primo governatore del territorio, supervisionò i negoziati per il trattato con gli abitanti nativi che cedettero le terre tribali al governo statunitense, aprendo gran parte del territorio ad ulteriori insediamenti. Il Congresso istituì un corpo legislativo bicamerale per il territorio, che includeva una Camera dei rappresentanti elettiva ed un Consiglio legislativo. Inoltre, il governo territoriale iniziò a progettare una rete di trasporti e un sistema educativo, ma gli sforzi per raggiungere l'ammissione come stato furono ritardati a causa della guerra. Allo scoppio della guerra di Tecumseh, quando il territorio era sulla linea del fronte della battaglia, Harrison guidò una forza militare nell'apertura delle ostilità nella battaglia di Tippecanoe (1811) e nella successiva invasione del Canada durante la guerra del 1812. Dopo le dimissioni di Harrison da governatore del territorio, Thomas Posey fu nominato per la carica, ma il partito di opposizione guidato dal deputato al Congresso Jonathan Jennings dominò gli affari del territorio negli anni finali ed iniziò a spingere per la piena appartenenza agli Stati Uniti.
Nel giugno 1816 a Corydon si tenne una convenzione costituzionale, dove venne adottata la Costituzione dello stato il 29 giugno 1816. In agosto si tennero le elezioni generali per le cariche del nuovo governo dello stato, e gli eletti entrarono in carica a novembre. L'11 dicembre 1816 il presidente James Madison firmò l'atto del Congresso che ammise formalmente l'Indiana all'Unione come diciannovesimo Stato.

## Confini geografici
Quando nel 1800 fu costituito il Territorio dell'Indiana, i confini originali includevano la porzione occidentale del Territorio del nord-ovest. Questo comprendeva un'area a nord-ovest della linea che iniziava presso il fiume Ohio, sulla riva opposta alla foce del Kentucky, che si estendeva verso nord-est fino al Fort Recovery, nell'attuale Ohio occidentale, e verso nord fino al confine tra Stati Uniti e Canada, lungo una linea a circa 84 gradi e 45 minuti longitudine ovest.
Il territorio inizialmente includeva gran parte dell'attuale Indiana, tutti gli attuali Stati dell'Illinois e Wisconsin, la parte dell'attuale Minnesota che si trovava ad est del fiume Mississippi, tutta la Penisola superiore e la metà occidentale della Penisola inferiore dell'attuale Michigan e una stretta striscia di terra dell'attuale Ohio, che si trovava a nord-ovest di Fort Recovery. Quest'ultima piccola parte divenne parte dell'Ohio quando fu ammesso all'Unione nel 1803. Il confine sud-orientale del Territorio dell'Indiana venne modificato nel 1803 quando l'Ohio divenne uno Stato, portandolo fino alla foce del Great Miami e inoltre la parte orientale dell'attuale Michigan venne aggiunta al Territorio dell'Indiana. L'area geografica del territorio venne ulteriormente ridotta nel 1805 con la creazione del Territorio del Michigan a nord, e nel 1809 con l'istituzione del Territorio dell'Illinois ad ovest.

## Popolazione
Nel 1800 il Territorio dell'Indiana contava una popolazione totale bianca di 5 641 persone, ma la popolazione nativa americana stimata era di circa 20 000 persone, più probabilmente poteva arrivare a 75 000 individui. Nel censimento del 1800 quattro contee del Territorio (due delle quali si trovano nell'attuale Illinois e una nell'attuale Michigan) riportarono i seguenti conteggi:
| Posizione | Contea                  | Popolazione |
| --------- | ----------------------- | ----------- |
| 1         | Knox                    | 2 517       |
| 2         | Randolph                | 1 355       |
| 3         | St. Clair               | 1 103       |
| 4         | Michilimackinac         | 551         |
|           | Aree non incorporate    | 115         |
|           | Territorio dell'Indiana | 5 641       |

Nel censimento del 1810, a seguito dell'approvazione di una legge organica da parte del 9º congresso per la creazione del Territorio del Michigan nel 1805 e da parte del 10º congresso per creare il Territorio dell'Illinois nel 1809, quattro contee dell'attuale Indiana riportarono i seguenti conteggi di popolazione:
| Posizione | Contea                  | Popolazione |
| --------- | ----------------------- | ----------- |
| 1         | Knox                    | 7 945       |
| 2         | Dearborn                | 7 310       |
| 3         | Clark                   | 5 670       |
| 4         | Harrison                | 4 699       |
|           | Territorio dell'Indiana | 24 520      |

## Governo
Il governo del Territorio dell'Indiana passò attraverso una fase non rappresentativa dal 1800 al 1804 e una seconda fase semi-legislativa che comportò elezioni per la camera bassa della legislatura territoriale, che si estese durante l'ostilità con i nativi americani e durante la guerra del 1812. Nel periodo finale, quando la popolazione del territorio crebbe e i residenti fecero petizione al congresso per la piena appartenenza all'Unione, nel 1816.
Secondo i termini dell'Ordinanza del nordovest, il governo territoriale passò attraverso tre fasi prima di divenire uno stato:
1. durante la fase non rappresentativa del governo territoriale, il Congresso degli Stati Uniti e, dopo il 1789, il presidente con l'approvazione del Congresso, nominavano un governatore, un segretario e tre giudici per governare ogni nuovo territorio. Gli abitanti locali non eleggevano queste cariche e questa fase durò dalla creazione del territorio nel 1800 al 1804.
2. durante la fase semi-legislativa del governo, gli uomini adulti che possedevano almeno 50 acri di terra eleggevano rappresentanti alla camera bassa del Parlamento territoriale. Oltre a questo, il Congresso (e poi il presidente, con approvazione congressuale) nominava cinque maschi adulti che possedevano almeno 500 acri di terra alla camera alta del Parlamento territoriale, da una lista di dieci candidati che proponeva la camera bassa. La camera alta e quella bassa potevano legiferare per il territorio, ma il governatore manteneva potere assoluto di veto. Questa fase iniziò nel 1805.
3. quando il territorio raggiunse la popolazione di 60 000 abitanti liberi, entrò nella fase finale che comprese la petizione al Congresso per divenire stato.

Nel 1803, quando fu costituito il Territorio dell'Indiana dalla parte restante del Territorio del nord-ovest dopo che l'Ohio divenne uno stato, i requisiti per procedere alla fase semi-legislativa del governo territoriale vennero modificati. Invece di richiedere che la popolazione del territorio raggiungesse 5 000 maschi liberi adulti, la seconda fase avrebbe potuto iniziare quando la maggioranza dei proprietari terrieri liberi del territorio avessero informato il governatore che volevano procedere in tal senso. Nel 1810 il requisito relativo alla proprietà delle terre fu sostituito con una legge che consentiva diritto di voto a tutti i maschi adulti liberi che pagavano tasse alla contea o al territorio, e che avessero risieduto nel territorio da almeno un anno.

### Governatori
A causa della posizione di guida di William Henry Harrison nell'approvazione del Land Act del 1800 e per il suo sostegno nella formazione del Territorio dell'Indiana nel 1800, mentre ricopriva la carica di delegato del Territorio del nord-ovest al Congresso degli Stati Uniti, non fu sorprendente che il presidente John Adams scelse lui per divenire il primo governatore del territorio. I presidenti Adams, Thomas Jefferson e James Madison nominarono un totale di tre persone alla carica di governatore del Territorio tra il 4 luglio 1800, data di istituzione del territorio, fino al 7 novembre 1816, quando Jonathan Jennings venne nominato primo governatore dello Stato dell'Indiana.
| # | Nome                   | Inizio                                                                                          | Fine                          | Nominato da                                 |
| - | ---------------------- | ----------------------------------------------------------------------------------------------- | ----------------------------- | ------------------------------------------- |
| 1 | William Henry Harrison | 13 maggio 1800 (nomina); 10 gennaio 1801 (entrato in carica)                                    | 28 dicembre 1812 (dimissioni) | John Adams, Thomas Jefferson, James Madison |
| 2 | John Gibson            | ad interim: 4 luglio 1800 – 10 gennaio 1801; 28 dicembre 1812 (nomina); giugno 1812–maggio 1813 | 3 marzo 1813                  | James Madison                               |
| 3 | Thomas Posey           | 3 marzo 1813 (nomina); maggio 1813 (entrato in carica)                                          | 7 novembre 1816               | James Madison                               |

### Sistema giudiziario
Quando venne creato il Territorio dell'Indiana, l'Ordinanza del 1787 non fece cenno ad elezioni da parte del popolo per la fase non rappresentativa (1800-1804). Invece di separare il ramo legislativo e giudiziario del governo, il Congresso (e in seguito il Presidente con l'approvazione del Congresso) aveva l'autorità di nominare una corte generale consistente di tre giudici territoriali. I giudici erano inizialmente nominati dal Presidente, che poi delegò l'autorità al governatore generale. Adams scelse William Clarke, Henry Vanderburgh e John Griffin come primi tre giudici territoriali. Dopo la morte di Clarke nel novembre 1802, gli subentrò Thomas T. David.
Agendo come potere giudiziario e legislativo, il governatore territoriale e i tre giudici adottarono le leggi per governare il territorio. Oltre a lavorare con il governatore sui temi legislativi, i giudici presiedevano il tribunale generale. Quando il Territorio dell'Indiana entrò nella fase semi-legislativa del governo nel 1805, il Parlamento divenne gradualmente il ramo dominante, e i giudici si focalizzarono sui temi giuridici. Nel 1814, mentre il territorio stava per divenire uno stato, vennero istituiti tre circuiti giuridici. Il governatore Posey nominò Isaac Blackford, Jesse Lynch Holman e Elijah Sparks come giudici presiedenti ogni circuito. James Noble sostituì Sparks dopo la sua morte all'inizio del 1815.

### Parlamento

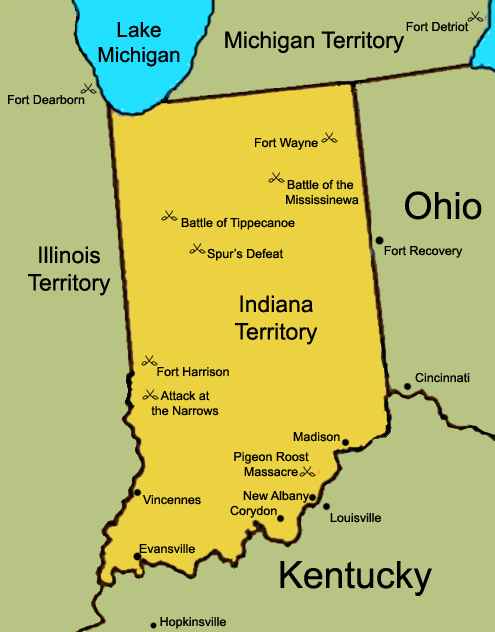
Cartina del Territorio del 1812 che mostra diversi luoghi e battaglie della guerra del 1812.

Quando il Territorio entrò nella fase semi-legislativa del governo, gli abitanti del territorio poterono eleggere i propri rappresentanti alla camera bassa del Parlamento bicamerale. Il Presidente Jefferson delegò il compito di scegliere i cinque membri del Consiglio Legislativo (la camera alta) al governatore, che scelse da una lista di dieci candidati stilata dalla camera bassa.
Dopo la costituzione del nuovo corpo legislativo, ogni contea del territorio poté eleggere i propri rappresentati alla Camera dei Rappresentanti, la camera bassa dell'assemblea. Questa camera comprendeva inizialmente sette rappresentanti: uno per la contea di Dearborn, uno per la contea di Clark, due per quella di Knox, due per St. Clair e uno per la contea di Randolph. Il Parlamento del territorio si riunì per la prima volta il 29 luglio 1805. Il governatore Harrison mantenne il suo potere di veto, come anche l'autorità esecutiva generale e di nomina, mentre l'assemblea legislativa aveva l'autorità di approvare leggi, soggette all'approvazione del governatore prima dell'entrata in vigore. Il cambiamento nella modalità di governo del territorio rimosse anche i poteri dei giudici legislativi territoriali, lasciando i tribunali territoriali con la sola autorità giudiziaria.
Nel 1809, dopo che il Territorio dell'Indiana venne diviso per creare il Territorio dell'Illinois, il Congresso alterò la composizione del Parlamento territoriale. I membri della Camera dei Rappresentanti continuarono ad essere eletti dagli abitanti del territorio, e furono assegnati alle contee in funzione della popolazione, ma la scelta della camera alta (Consiglio Legislativo) iniziò a passare tramite elezioni popolari, con membri eletti nelle contee del territorio. La contea di Harrison, istituita nel 1808 da parti delle contee di Know e Clark, eleggeva un rappresentante alla camera bassa, Clark e Dearborn ne eleggevano due ciascuna, e la contea di Knox, più popolata, ne eleggeva tre. Questa struttura bicamerale rimase immutata per la parte restante dell'esistenza del territorio.

### Delegazione al congresso
I delegati alla Camera dei Rappresentanti potevano partecipare alle riunioni con diritto di dibattere, proporre leggi ed essere membri dei comitati, ma non potevano votare sulle leggi. Quando il Territorio dell'Indiana entrò nella seconda fase di governo, l'assemblea legislativa del territorio elesse Benjamin Parke come delegato per la Camera e Jesse B. Thomas fu nominato a seguito delle dimissioni di Parke nel 1808. Il Congresso nel 1809 approvò una legge che permise agli abitanti del territorio di scegliere un delegato per il Congresso con elezioni in tutto il territorio. Jonathan Jennings sconfisse Thomas Randolph, che era il procuratore generale del territorio e candidato scelto da Harrison, in una tornata elettorale molto combattuta per divenire il primo rappresentante eletto dal territorio al Congresso. Jennings fu rieletto alla carica nel 1811, 1812 e 1814, prima della sua elezione a primo governatore dell'Indiana nel 1816.
| Delegato             | Periodo                             | Partito                  |
| -------------------- | ----------------------------------- | ------------------------ |
| Benjamin Parke       | 12 dicembre 1805 – 1 marzo 1808     | nessuno                  |
| Jesse Burgess Thomas | 22 ottobre 1808 – 3 marzo 1809      | Democratico-Repubblicano |
| Jonathan Jennings    | 27 novembre 1809 – 22 dicembre 1816 | nessuno                  |

### Altri alti ufficiali
Oltre al governatore territoriale e ai tre giudici, nel 1800 venne istituito l'ufficio del segretario. Nel 1801 l governatore Harrison nominò un tesoriere e un procuratore generale come uniche cariche governative aggiuntive durante la fase non rappresentativa. Durante la seconda fase, l'ufficio dell'uditore territoriale venne unito a quello del tesoriere territoriale. Il territorio ebbe anche un cancelliere durante parte di questo periodo.
Segretario
| # | Nome        | Inizio carica | Fine carica     | Partito                  | Origine        | Note |
| - | ----------- | ------------- | --------------- | ------------------------ | -------------- | --- |
| 1 | John Gibson | 4 luglio 1800 | 7 novembre 1816 | Democratico-Repubblicano | Contea di Knox | Gibson fu anche governatore del Territorio dell'Indiana ad interim (4 luglio 1800, 10 gennaio 1801 e dal giugno 1812 al maggio 1813) e fu ufficialmente governatore del territorio dal 28 dicembre 1812 al 3 marzo 1813 |

Uditore
| # | Nome           | Inizio carica | Fine carica | Origine   | Note |
| - | -------------- | ------------- | ----------- | --------- | --- |
| 1 | William Prince | 1810          | 1813        | Vincennes | La carica di uditore fu creata dal Congresso nel 1809 e il titolare venne scelto alle successive elezioni generali |
| 2 | Davis Floyd    | 1813          | 1814        | Corydon   | |

Tesoriere
| # | Nome                | Inizio carica | Fine carica | Origine   |
| - | ------------------- | ------------- | ----------- | --------- |
| 1 | Washington Johnston | 1813          | 1814        | Vincennes |
| 2 | Davis Floyd         | 1814          | 1816        | Corydon   |

Procuratore generale
| # | Nome            | Inizio carica | Fine carica | Origine         |
| - | --------------- | ------------- | ----------- | --------------- |
| 1 | Benjamin Parke  | 1804          | 1808        | Contea di Knox  |
| 2 | John Rice Jones | 1808          | 1816        | Contea di Clark |

### Finanze territoriali
Durante la fase non legislativa, il governo federale pagava i salari del governatore, dei tre membri del consiglio giudiziario, e del segretario territoriale, che ammontavano a circa 5 500 dollari l'anno. Inoltre, un piccolo fondo di 200 dollari copriva altre spese come la stampa, la posta e gli affitti. Il governo federale non erogava fondi per altri uffici governativi come il tesoriere e il procuratore generale; i salari per queste cariche erano pagati dalla tesoreria del territorio.
Nella fase semi-legislativa, il governo federale pagava i salari del governatore, dei giudici e del segretario ad un costo di circa 6 687 dollari l'anno. Il tesoriere territoriale era responsabile di pagare le spese legislative e anche i salari del tesoriere, dell'uditore, del procuratore generale e del cancelliere. Il tesoriere territoriale pagava anche le spese operative di stampa, affitto, e altre forniture e servizi. Queste spese ammontavano a circa 10 000 dollari l'anno.
Gli introiti del territorio erano limitati, e la principale fonte di reddito proveniva dalla vendita dei terreni federali. Altre entrate provenivano dal pagamenti di diritti, licenze e accise. Nel 1811 le tasse sulla proprietà raccolte tra i proprietari terrieri erano basate sull'estensione delle terre, mentre in precedenza erano basate sul valore dei terreni. Anche le contee territoriali beneficiavano dalle tasse. Dopo il 1815 furono imposti tributi su alcuni tipi di merci lavorate, per fornire ulteriori fondi per il governo territoriale.
Le entrate crollarono a livelli critici a causa della guerra del 1812, quando molti contribuenti non riuscirono a pagare il dovuto, e le loro terre tornarono al governo federale. I problemi finanziari causarono anche il ritardo nel movimento per l'ingresso nell'Unione fino alla fine della guerra. Durante il 1813, ad esempio, le finanze del territorio ammontavano a 2,47 dollari. Per incrementarle, furono modificate le tasse e furono istituite nuove forme di entrate, tra cui la riduzione di alcune tasse, l'incremento di altre e l'implementazione di necessità di licenza per alcuni tipi di commercio. William Prince, il primo uditore territoriale, fu accusato della scarsità di fondi poiché non era riuscito ad acquisire entrate da due contee.
La crescita della popolazione del territorio aiutò a migliorare la situazione finanziaria con le tasse sulla proprietà e sulle vendite di terre pubbliche. Tuttavia aumentarono anche le spese governative per via dell'istituzione di nuove contee e città, portando alla necessità di nuovi uffici governativi e all'aumento della dimensione della struttura del governo.

## Temi politici

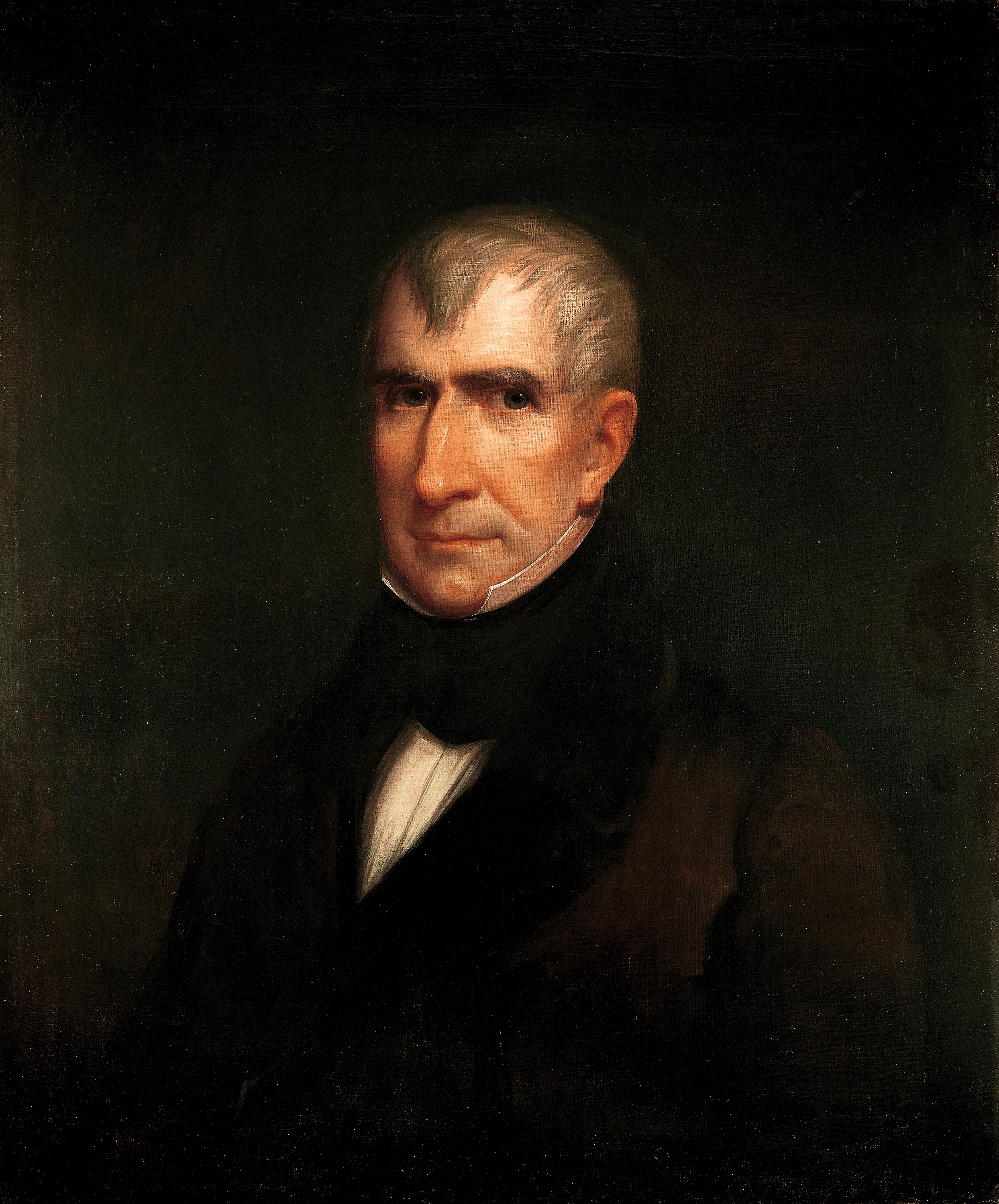
William Henry Harrison, il 1º governatore del Territorio dell'Indiana dal 1801 al 1812, e 9º Presidente degli Stati Uniti

Il principale tema politico nella storia territoriale dell'Indiana fu la schiavitù; tuttavia, oltre a questo, c'erano gli affari indiani, la formazione dei territori settentrionale e occidentale da porzioni del Territorio dell'Indiana, le preoccupazioni riguardo alla mancanza di auto-governo territoriale e la rappresentanza al Congresso, la critica sulle azioni di Harrison come governatore territoriale.
Molti di questi problemi furono risolti prima dell'ingresso nell'Unione. Le formazioni del Territorio del Michigan e del Territorio dell'Illinois terminarono il dibattito sulla taglia geografica territoriale. Nella seconda fase del governo territoriale, la crescente democratizzazione del governo spostò l'autorità che inizialmente si trovava nelle mani del governatore territoriale e di un consiglio giudiziario, a favore di un corpo elettivo legislativo e di un delegato alla Camera dei Rappresentanti degli USA. Il dibattito sulla schiavitù nel territorio fu risolto nel 1810; tuttavia, le critiche al governatore Harrison continuarono, anche molto dopo che la sua autorità fu trasferita ai legislatori territoriali ed ai giudici.

### Schiavitù
Nel dicembre 1802 i delegati delle quattro contee del Territorio dell'Indiana approvarono una risoluzione in favore di una sospensione decennale dell'Articolo 6 dell'Ordinanza del nord-ovest, che proibiva la schiavitù nel Territorio del nord-ovest originario. Fecero anche una petizione al Congresso per la sospensione per rendere la regione più appetibile ai coloni possessori di schiavi e infine per rendere il territorio economicamente autonomo, con la crescita della popolazione. Inoltre, la petizione richiedeva che gli schiavi e i loro figli portati nel territorio durante il periodo di sospensione dovessero rimanere schiavi anche dopo la fine della sospensione. Benjamin Parke, un sostenitore della schiavitù che divenne primo rappresentante del territorio al Congresso nel 1805, portò la petizione a Washington. Tuttavia, il Congresso non intraprese azioni, lasciando Harrison e i giudici territoriali a cercare altre opzioni.
Nel 1803 Harrison e i giudici della corte generale approvarono una legge che evadeva l'Ordinanza del 1787 per permettere la schiavitù nel Territorio dell'Indiana attraverso l'uso delle leggi sulla servitù debitoria. La legge permetteva agli schiavi adulti posseduti o acquistati fuori dal territorio di essere portati nel territorio e costretti al servizio per periodi fissi stabiliti dal padrone. Dopo che al territorio fu assegnata rappresentanza al Congresso nel 1805, Parke riuscì a persuadere il Congresso ad approvare una legge per sospendere l'Articolo 6 per dieci anni, garantendo ai territori coperti dall'Ordinanza il potere di legalizzare la schiavitù nella loro area.
I tentativi di Harrison di permettere la schiavitù in Indiana causarono una grande opposizione da parte dei Quaccheri che si erano stabiliti nella parte orientale del territorio; essi fondarono un partito anti-schiavitù. David Floyd della contea di Clark fu l'unico rappresentante anti-schiavitù eletto nella Camera dei Rappresentanti del territorio alle elezioni del 1805, ma le misure di Harrison per legalizzare la schiavitù nel territorio furono bloccate da due rappresentanti della contea di St. Clair, che rifiutarono di autorizzare la schiavitù a meno che Harrison non sostenesse le loro richieste di un territorio separato, cosa a cui Harrison si oppose.
Nel 1809, cinque anni dopo che il Congresso ebbe stabilito il Territorio del Michigan, i coloni della contea di St. Clair chiesero con successo al Congresso la formazione di un territorio separato. Nonostante la disapprovazione di Harrison, il Congresso approvò la formazione del Territorio dell'Illinois nella parte occidentale del Territorio dell'Indiana, oltre a garantire agli abitanti del Territorio dell'Indiana il diritto ad eleggere un rappresentante alla Camera dei Rappresentanti degli Stati Uniti e i membri del Consiglio Legislativo del territorio (la camera alta). Harrison, il cui potere politico venne ridotto da questi cambiamenti, si trovò contrò il Parlamento territoriale quando il partito anti-schiavitù giunse al potere dopo le elezioni del 1809. Gli elettori rigettarono i suoi progetti sulla schiavitù, e nel 1810 il Parlamento territoriale abrogò le leggi sulla servitù debitoria che Harrison e la corte giudiziale avevano introdotto nel 1803.

### Spostamento della sede governativa
La capitale del Territorio dell'Indiana rimase a Vincennes dal 1800 al 1813, quando il Parlamento territoriale la spostò a Corydon. Dopo la formazione del Territorio dell'Illinois nella parte occidentale del Territorio dell'Indiana nel 1809, Vincennes, situata inizialmente al centro del territorio, si trovò ora nell'estremo ovest. Il Parlamento territoriale aveva crescenti timori che lo scoppio della guerra del 1812 potesse portare ad un attacco a Vincennes, il che portò alla decisione di spostare la sede del governo ad una posizione più prossima al centro del territorio. Oltre a Corydon, vennero considerati come potenziali siti per la nuova capitale Madison, Lawrenceburg, Vevay e Jeffersonville. L'11 marzo 1813 il Parlamento territoriale scelse Corydon come nuova sede del governo per il territorio, a partire dal 1º maggio 1813.
Harrison preferiva Corydon, città che aveva fondato, a cui aveva dato il nome e dove possedeva una tenuta. Nel 1813, dopo che il Parlamento territoriale seppe dei progetti in corso di costruire un nuovo tribunale di contea a Corydon e che il nuovo edificio avrebbe potuto essere usato per le sue assemblee, con un significativo risparmio economico, il governo scelse di spostare la capitale territoriale a Corydon. La costruzione del Campidoglio ebbe inizio nel 1814 e terminò nel 1816.

## Storia
L'area che divenne il Territorio dell'Indiana era un tempo parte del Territorio del nord-ovest, che il Congresso della confederazione costituì secondo i termini dell'Ordinanza del nordovest il 13 luglio 1787. L'Ordinanza pose le basi del governo delle terre occidentali e delineò la struttura amministrativa per la loro gestione, incluso un processo in tre passaggi per il passaggio da territorio a stato dell'Unione. Inoltre, l'Ordinanza sulle terre del 1785 prevedeva che il governo degli Stati Uniti supervisionasse i territori neo-acquisiti per future vendite e sviluppi. Il Territorio del nord-ovest, che inizialmente comprendeva terre che confinavano con i monti Appalachi, il fiume Mississippi, i Grandi Laghi e il fiume Ohio, fu poi spartito in territori più piccoli che includevano il Territorio dell'Indiana (1800), il Territorio del Michigan (1805), il Territorio dell'Illinois (1809) che infine divennero gli attuali stati dell'Ohio, Michigan, Indiana, Illinois, Wisconsin e Minnesota orientale.

### Nome del territorio
Indiana, che significa "Terra degli Indiani", si riferisce al fatto che gran parte dell'area a nord del fiume Ohio era ancora abitata da nativi americani.
L'utilizzo formale della parola Indiana risale al 1768, quando le Sei Nazioni nella Confederazione degli Irochesi riservarono circa 2 000 ettari di terre dell'attuale stato della Virginia Occidentale e li affidarono ad una compagnia commerciale di venticinque membri con sede a Filadelfia, che iniziò i commerci con le tribù native della valle del fiume Ohio. La compagnia chiamò le terre su cui operava Indiana, in onore dei precedenti proprietari. Nel 1776 le terre vennero rivendicate dalla Compagnia delle Terre dell'Indiana e furono messe in vendita. Il governo della Virginia, tuttavia, si oppose, sostenendo di esserne il legittimo proprietario perché queste terre ricadevano nei propri confini. La Corte Suprema degli Stati Uniti analizzò il caso ed estinse i diritti della compagnia sulle terre nel 1798. Due anni dopo il Congresso applicò il nome della Compagnia delle Terre dell'Indiana al nuovo territorio.

### Espansione verso ovest e conflitti
L'approvazione dell'Ordinanza sulle terre del 1785 e dell'Ordinanza del nordovest del 1787 obbligarono il governo degli Stati Uniti a dare seguito ai progetti sull'espansione verso ovest. Le crescenti tensioni con i nativi americani che occupavano le terre occidentali sfociarono nella guerra indiana del nord-ovest. Nell'autunno del 1790 le forze americane sotto il comando del generale Josiah Harmar perseguirono senza successo la tribù Miami presso l'attuale Fort Wayne, ma dovettero ritirarsi. Nel contempo, il maggiore Jean François Hamtramck guidò una spedizione da Fort Knox ai villaggi Wea, Potawatomi e Kickapoo sui fiumi Wabash, Vermilion e Eel, ma la compagnia non aveva sufficienti provviste per proseguire e furono obbligati ad un ritorno a Vincennes.
Nel 1791 il generale maggiore Arthur St. Clair, governatore del Territorio del nord-ovest, condusse circa 2 700 uomini in una campagna per costruire una serie di forti e per stabilire la pace nell'area. Nel primo mattino del 3 novembre 1791, circa 1 000 Miami, Shawnee, Delaware e altri guerrieri sotto la guida del capo Piccola Tartaruga lanciarono un assalto a sorpresa sul campo americano presso la città Miami di Kekionga, che costò agli americani circa 900 feriti e obbligò le milizie alla ritirata. La sconfitta di St. Clair del 1781 rimane la peggiore sconfitta subita dall'Esercito degli Stati Uniti da parte dei nativi americani in tutta la storia. Le morti compresero 623 soldati federali e altri 258 feriti; la confederazione indiana perse circa 100 uomini.

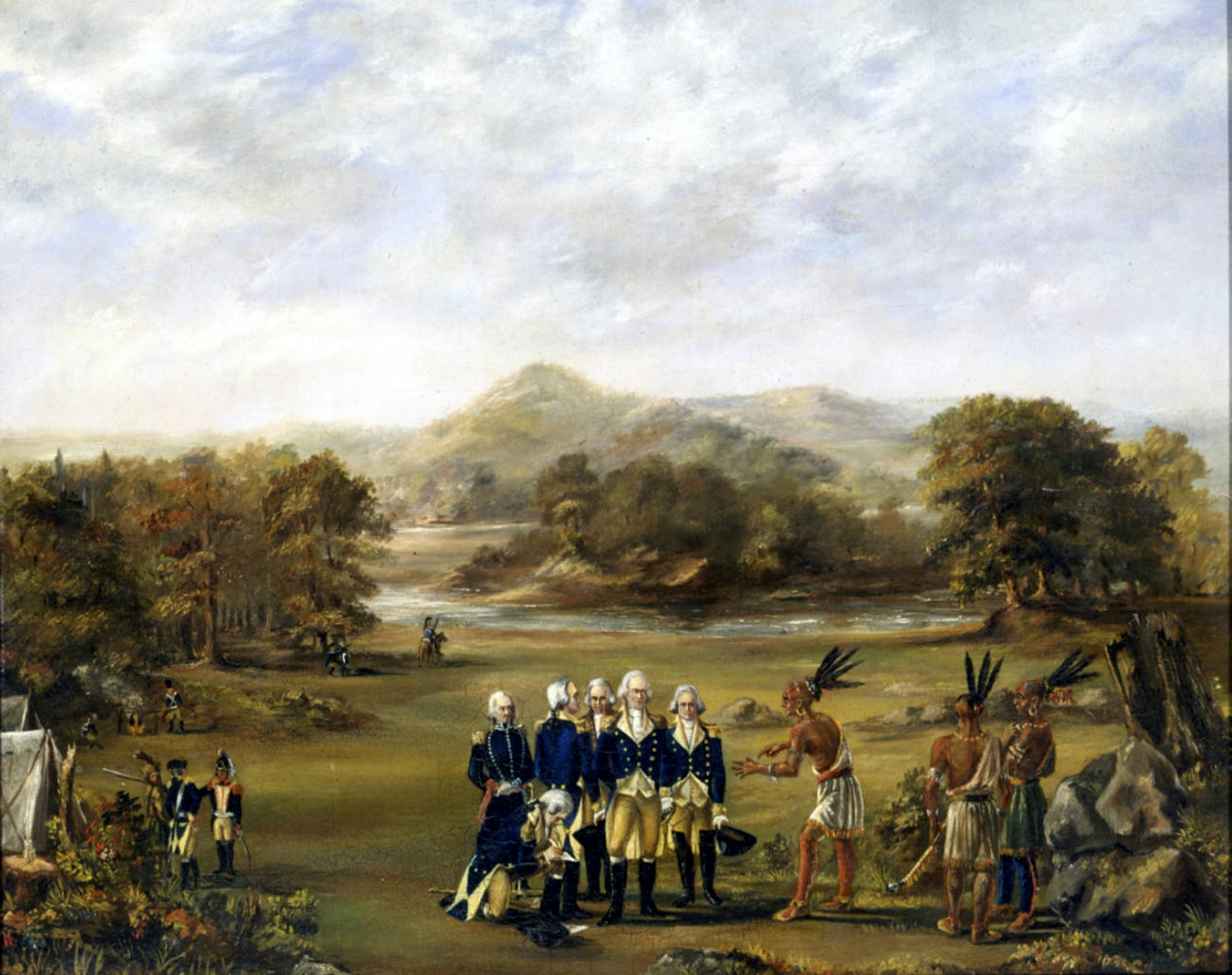
Anthony Wayne che negozia con la Confederazione Indiana del nord-ovest nel Trattato di Greenville

Nell'agosto 1794, il generale "Mad Anthony" Wayne organizzò la Legione degli Stati Uniti e sconfisse una forza di nativi americani nella battaglia di Fallen Timbers. La battaglia costituì un punto di svolta per gli americani, che presero il controllo dell'area presso l'importante tratta Maumee-Wabash, oltre che del Fort Miami a Kekionga, ricostruita poi come Fort Wayne. Inoltre vennero costruiti diversi altri forti per mantenere il controllo dell'area.
Il Trattato di Greenville del 1795 pose fine alla guerra indiana del nord-ovest e segnò l'inizio di una serie di trattati di cessione delle terre. Secondo i termini del trattato, le tribù indiane cedettero la parte odierna dell'Indiana sud-orientale e due terzi dell'attuale Ohio al governo degli Stati Uniti. In conseguenza del trattato, i Miami si considerarono alleati degli Stati Uniti, e migliaia di chilometri quadrati di terre occidentali cedute attirarono molti nuovi coloni in quello che divenne il Territorio dell'Indiana.

### Formazione del Territorio
Il Congresso degli Stati Uniti approvò la legge per costituire il Territorio dell'Indiana il 7 maggio 1800, effettiva dal 4 luglio 1800. Il nuovo territorio venne formato dividendo il Territorio del nordovest prima dell'ingresso dell'Ohio nell'Unione. Nel momento in cui venne formato il Territorio dell'Indiana, i due principali insediamenti americani in quello che divenne in seguito l'Indiana erano Vincennes e Clark's Grant, mentre l'insediamento di Kaskaskia sarebbe divenuto in seguito parte dell'Illinois, anche se, trovandosi ad ovest del fiume Mississippi, è accessibile solo dal Missouri.

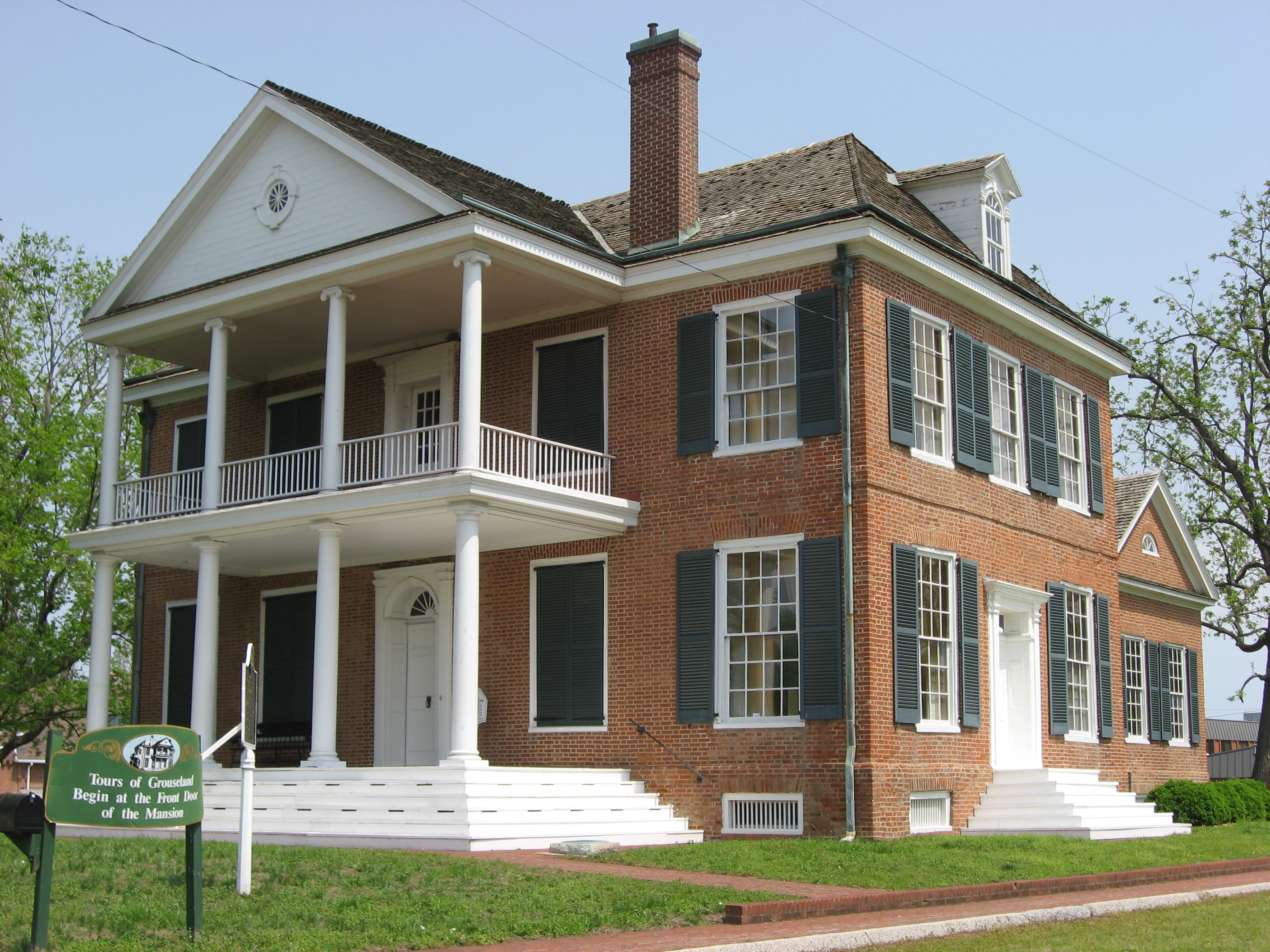
Grouseland, abitazione del governatore William Henry Harrison

Il Presidente John Adams nominò William Henry Harrison primo governatore del territorio il 13 maggio 1800, ma Harrison non giunse nel territorio per assumere la carica fino al 10 gennaio 1801. John Gibson, segretario territoriale, fu governatore ad interim fino all'arrivo di Harrison a Vincennes.
Un comitato di tre giudici, chiamati "Tribunale Generale" assisteva il governatore territoriale. Insieme, fungevano sia da autorità legislativa che giudiziaria del territorio. Come governatore di un territorio della prima era, che fu delineato nell'Ordinanza del nordovest, Harrison aveva vasti poteri nel nuovo territorio, che includevano la nomina di tutte le cariche territoriali e i membri dell'Assemblea Generale territoriale. Aveva anche l'autorità di dividere il territorio in distretti.

Cartina postale del 1804 degli Stati Uniti di Abraham Bradley Jr., che mostra il Territorio dell'Indiana

Vincennes, il più antico insediamento del territorio e tra i maggiori, con 714 abitanti nel 1800, divenne la prima capitale territoriale. L'ex avamposto commerciale francese era anche uno dei pochi centro abitati bianchi del territorio. Il Territorio dell'Indiana iniziò con quattro contee: Saint Clair e Randolph, che divennero parte dell'attuale Illinois, Knox nell'attuale Indiana, e Wayne, nell'attuale Michigan. Il governatore Harrison costituì la contea di Clark, la prima nuova contea del territorio, in parte della porzione orientale della contea di Knox. Altre contee vennero istituite al crescere della popolazione. Nel 1810 il territorio dell'Indiana contava 24 520 abitanti, anche dopo che la dimensione del territorio era stata ridotta con la formazione del Territorio del Michigan nel 1805 e del Territorio dell'Illinois nel 1809. Quando il Territorio dell'Indiana chiese di accedere all'Unione nel 1816, la popolazione era divisa in quindici contee ed eccedeva le 60 000 persone, il che era il minimo per la richiesta di accesso secondo i termini dell'Ordinanza del nordovest del 1796.
Dato che la fortuna politica di Harrison era legata all'accesso dell'Indiana all'Unione, era ansioso di espandere il territorio. Nel 1803 il Presidente Thomas Jefferson assegnò ad Harrison l'autorità di negoziare e concludere trattati con le tribù di nativi americani del territorio. Harrison supervisionò la firma dei tredici trattati che cedettero più di 24 milioni di ettari di terre dalle tribù native al governo statunitense, inclusa gran parte dell'attuale Indiana meridionale.
Il trattato di Vincennes del 1803 fu il primo di numerosi trattati che Harrison negoziò come governatore territoriale. I capi delle tribù locali firmarono questo trattato per riconoscere il possesso americano dell'area di Vincennes, che George Rogers Clark aveva conquistato dai britannici durante la guerra d'indipendenza americana. Il trattato di Grouseland del 1805 assicurò al governo federale ulteriori terre nell'attuale Indiana centro-meridionale. Dopo la risoluzione del contenzioso, con il trattato di Fort Wayne del 1809, in cui Harrison acquisì più di 100 milioni di ettari di terra che divennero parte dell'Indiana centrale e Illinois orientale, scoppiarono tensioni tra i nativi americani e i coloni.
La disponibilità di terre federali a basso costo portò a un rapido incremento della popolazione del territorio, con migliaia di nuovi coloni che si insediavano ogni anno. Insediamenti più grandi iniziarono a nascere alla periferia del territorio e intorno ai Grandi Laghi, al fiume Ohio, Wabash e Mississippi. Gran parte dell'interno rimase abitato dai nativi americani e non si insediarono coloni.

### Distretto della Louisiana
Mentre i nativi americani continuavano a cedere ampi appezzamenti di terra nel Territorio dell'Indiana al governo federale, gli americani espansero anche le loro terre ad ovest in conseguenza dell'Acquisto della Louisiana, accordato con la Francia. Dal 1º ottobre 1804 al 4 luglio 1805 i poteri amministrativi del Distretto della Louisiana furono estesi al governatore e ai giudici del Territorio dell'Indiana come misura temporanea per istituire un governo civile per le terre appena acquistate. Il distretto comprendeva tutte le terre comprese nell'Acquisto della Louisiana a nord del 33º parallelo nord, che funge ancora oggi come confine tra gli stati dell'Arkansas e della Louisiana.
Secondo i termini della legge che istituiva il governo provvisorio del distretto, il governatore Harrison e i giudici del territorio dell'Indiana potevano approvare leggi che si estendevano al distretto della Louisiana. I residenti locali, che avevano in precedenza vissuto sotto le leggi francesi, si opposero a molti provvedimenti del governo statunitense, incusa l'imposizione della common law. L'amministrazione provvisoria del Territorio dell'Indiana sul distretto della Louisiana durò solo nove mesi, fino all'istituzione del Territorio della Louisiana il 4 luglio 1805, con il proprio governo territoriale.
Uno dei principali eventi durante l'amministrazione del Territorio dell'Indiana sul distretto della Louisiana fu il Trattato di St. Louis, in cui le tribù Sauk e Meskwaki cedettero il Missouri nord-orientale, l'Illinois settentrionale e il Wisconsin meridionale agli Stati Uniti. I risentimenti generati dal trattato portarono poi le tribù native a prendere le parti dei britannici durante la guerra del 1812, con raid lungo i fiumi Missouri, Ohio e Mississippi, e portando al loro coinvolgimento nella guerra di Falco Nero del 1832.

### La guerra di Tecumseh

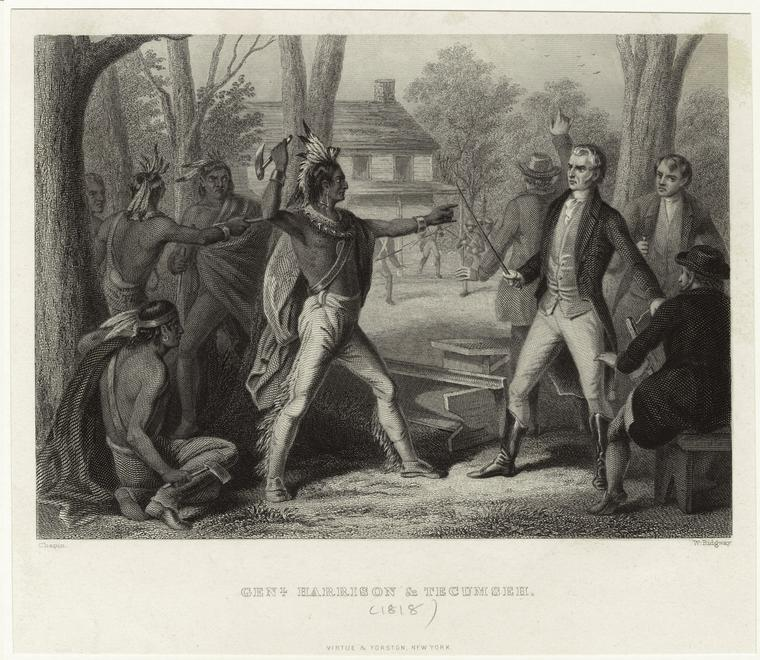
A Vincennes nel 1810 Tecumseh perse la calma quando William Henry Harrison rifiutò di rescindere il trattato di Fort Wayne.

Le continue tensioni tra i nativi americani e i nuovi coloni portarono a ulteriori ostilità tra le forze americane e la confederazione pan-indiana. Un movimento di resistenza contro l'espansione degli Stati Uniti che si sviluppò grazie a due fratelli Shawnee, Tecumseh e Tenskwatawa (il Profeta), divenne noto come guerra di Tecumseh. Tenskwatawa convinse i membri delle tribù native che il Grande Spirito li avrebbe protetti se si fossero ribellati contro i bianchi. Egli li incoraggiò ulteriormente suggerendo alle tribù di pagare ai bianchi solamente la metà di ciò che dovevano, e rinunciare a tutte le tradizioni degli uomini bianchi, tra cui l'abbigliamento, il whiskey, e le armi.
Nel 1810 Tecumseh e curca 400 guerrieri armati si spostarono a Vincennes, e affrontarono Harrison, chiedendo che il governatore rescindesse il trattato di Fort Wayne. Harrison rifiutò e la congregazione indiana se ne andò pacificamente, ma Tecumseh era adirato e minacciò ritorsioni. In seguito, Tecumseh si spostò a sud per incontrarsi con rappresentanti delle tribù della regione, sperando di creare una confederazione di guerrieri per affrontare gli americani.
Nel 1811, mentre Tecumseh era ancora lontano, il segretario alla guerra degli Stati Uniti William Eustis autorizzò Harrison a marciare contro la nascente confederazione, come prova di forza. Harrison si spostò a nord con un esercito di oltre 1 000 uomini, nel tentativo di intimidire gli Shawnee e indurli alla pace. Nelle prime ore del 6 novembre i guerrieri tribali lanciarono un attacco a sorpresa contro l'esercito di Harrison. La battaglia che seguì divenne nota come battaglia di Tippecanoe, in cui Harrison alla fine ebbe la sua famosa vittoria il 7 novembre nel parco di Prophetstown, lungo i fiumi Wabash e Tippecanoe. Harrison fu inneggiato pubblicamente come eroe nazionale, nonostante il fatto che le sue truppe superassero enormemente in numero le forze indiane e nonostante avesse subito molte perdite. Dopo la battaglia, l'Indiana centrale fu aperto a ulteriori insediamenti, con la possibilità per i coloni di avventurarsi in sicurezza oltre la periferia meridionale del Territorio.

### Movimento verso l'Unione
Il 5 dicembre 1804 il governatore Harrison emise un proclama annunciando l'avanzamento dell'Indiana alla fase semi-legislativa del governo. Gli elettori del territorio scelsero i membri della Camera dei Rappresentanti per la prima volta il 3 gennaio 1805, ed il governatore scelse il Consiglio Legislativo (la camera alta) costituita da cinque membri, scegliendo da una lista di candidati fornita dai rappresentanti. La prima sessione legislativa dell'assemblea generale territoriale si riunì a Vincennes dal 29 luglio al 16 agosto 1805, e scelse Benjamin Parke come primo delegato alla Camera dei Rappresentanti degli Stati Uniti.
Tra il 1805 ed il 1811 la parte settentrionale del Territorio dell'Indiana fu separata per istituire il Territorio del Michigan, e la parte occidentale per costituire il Territorio dell'Illinois. Inoltre il governatore Harrison negoziò una serie di trattati con le tribù native che cedettero ulteriori terre all'interno del Territorio dell'Indiana al governo federale, aprendo milioni di chilometri quadrati alla vendita e all'insediamento nell'attuale Indiana del sud e in gran parte dell'Illinois. Nel 1810 i contrari alla schiavitù nel parlamento territoriale riuscirono ad abolire la legge del 1805 sulla servitù debitoria.

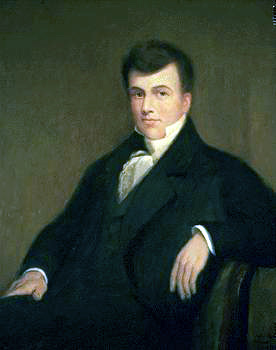
Il deputato al Congresso Jonathan Jennings, delegato del Territorio dell'Indiana

Alla fine di dicembre 1811 e nel gennaio 1812 Jonathan Jennings, divenuto primo rappresentante dell'Indiana al Congresso eletto dalla popolazione, presentò la petizione del parlamento territoriale al Congresso che richiedeva il permesso di stilare una Costituzione per l'Indiana in preparazione all'ingresso nell'Unione. A quel tempo la popolazione bianca dell'intero territorio era di sole 24 520 persone, sotto la soglia di 60 000 che l'Ordinanza del nordovest richiedeva come condizione per divenire uno stato. Il Congresso non prese in considerazione la richiesta, principalmente a causa della guerra del 1812.

### Guerra del 1812
La guerra di Tecumseh contro gli americani sfociò nella guerra del 1812 dopo che la confederazione pan-indiana si alleò con i britannici nel Canada. Nel maggio 1812 il Capo Piccola Tartaruga tenne un incontro dei capi tribali nella regione del villaggio Miami di Mississinewa. La maggioranza delle tribù decisero di rimanere neutrali nel conflitto e rifiutarono i progetti di Tecumseh per una ribellione prolungata. Nonostante questo rifiuto, Tecumseh continuò a dirigere il suo esercito sempre più ridotto contro gli americani, spostandosi verso nord così che i britannici potessero sostenerlo. I seguaci di Tecumseh che rimasero indietro continuarono a razziare le campagne e intrapresero l'assedio di Fort Harrison, che rappresentò la prima vittoria dell'esercito statunitense durante la guerra. John Gibson fu governatore ad interim del territorio durante la guerra del 1812, mentre Harrison guidava l'esercito. Dopo le dimissioni di Harrison, Gibson continuò ad interim fino alla nomina di Thomas Posey nel maggio 1813.
Tra le altre battaglie che si combatterono durante la guerra all'interno dei confini dell'attuale Indiana vi fu l'assedio di Fort Wayne, il massacro di Pigeon Roost e la baggatlia di Mississinewa. Quasi tutti gli abitanti nativi del territorio rimasero passivi durante la guerra, tuttavia si verificarono diversi incidenti tra coloni e nativi che portarono alla morte di centinaia di persone nel territorio. Il trattato di Gand (1814) pose fine alla guerra e alleviò le paure dei coloni statunitensi che temevano un attacco da parte dei vicini britannici e dai loro alleati indiani.

### Accesso all'Unione
Gli sforzi per accedere all'Unione ricominciarono nel 1815, dopo un censimento svolto nel 1814-1815 che dimostrò che la popolazione totale ammontava a 63 897 persone. Il 1º febbraio 1815 fu presentata alla Camera dei rappresentanti degli Stati Uniti la petizione per l'accesso all'Unione dell'Indiana, ma non vennero intraprese azioni. L'assemblea territoriale presentò un'altra petizione alla Camera il 28 dicembre 1815, ed al Senato degli Stati Uniti il 12 gennaio 1816, spingendo Jennings ad introdurre una legge che autorizzasse l'elezione di delegati a una convenzione costituzionale per discutere dell'ingresso dell'Indiana nell'Unione.
Tra Jennings e Posey vi erano disaccordi riguardo all'Indiana come stato. Posey, che pensava che fosse una decisione prematura, sosteneva che il governo dello stato avrebbe posto un carico fiscale elevato sui residenti, e non vi sarebbero stati sufficienti candidati per ricoprire tutte le nuove cariche statali. Sosteneva altresì la schiavitù, a dispetto dei suoi oppositori, tra cui Jennings, Dennis Pennington e altri deputati all'assemblea territoriale che cercavano di utilizzare l'ingresso nell'Unione come leva per porre fine in maniera permanente alla schiavitù in Indiana. Gli argomenti fiscali di Posey erano in effetti validi: se l'Indiana fosse divenuto uno stato, avrebbe perso i sussidi del governo federale che riceveva per il funzionamento del governo territoriale. Per sostenere il nuovo governo dello stato, le sue spese e compensare la perdita dei sussidi federali, avrebbero dovuto essere imposte nuove tasse sui residenti. I sostenitori dell'Indiana come stato ritenevano che i residenti del territorio volessero e potessero eleggere il proprio governo e gestire lo stato, e volessero avesse i propri rappresentanti al Congresso.
Il 19 aprile 1816 il Presidente James Madison firmò una legge che era stata approvata dal Congresso il 13 aprile; questa legge poneva le basi per convocare un gruppo di delegati eletti con il compito di redigere una Costituzione per lo stato, soggetta all'approvazione del Congresso degli Stati Uniti, che avrebbe stabilito la forma di governo del nuovo stato. Le elezioni per i 43 delegati ebbero luogo il 13 maggio 1816, e la convenzione costituzionale si riunì il 10 giugno 1816 a Corydon per iniziare i lavori. I delegati della Convenzione stilarono la Costituzione il 29 giugno 1816, e questa entrò immediatamente in vigore.
Le elezioni si tennero il 5 agosto 1816 per scegliere il nuovo governo statale: governatore, vice governatore, un rappresentante al Congresso, i membri dell'Assemblea Generale dell'Indiana, e altre cariche. Jennings sconfisse Posey per diventare il primo governatore dell'Indiana; Christopher Harrison fu eletto vice governatore e William Hendricks fu eletto come rappresentante alla Camera dei Rappresentanti degli Stati Uniti.
Nel novembre 1816 il Congresso approvò la costituzione dello stato; la prima sessione dell'Assemblea Generale per lo stato dell'Indiana si riunì il 4 novembre 1816. La cerimonia di inaugurazione di Jennings e Harrison avvenne il 7 novembre 1816. Il giorno seguente l'Assemblea elesse James Noble e Waller Taylor per rappresentare l'Indiana al Senato degli Stati Uniti. Hendricks, Noble e Taylor prestarono giuramento ed entrarono in carica al Congresso all'inizio di dicembre. Lo scioglimento del governo territoriale pose fine all'esistenza del Territorio dell'Indiana; l'11 dicembre 1816 Madison firmò la risoluzione congressuale che ammetteva formalmente l'Indiana all'unione come diciannovesimo stato, e le leggi federali vennero formalmente estese al nuovo stato il 3 marzo 1817.